# أيزاياه بلاد
أيزاياه بلاد هو سياسي أمريكي، ولد في 13 فبراير 1810، وتوفي في 29 نوفمبر 1870. انتخب عضو جمعية ولاية نيويورك ‏ وانتخب عضو مجلس ولاية نيويورك ‏.